# Layla Kayleigh
Zara Layla Rumi Kayleigh, född 26 januari 1984 i London, är en brittisk-amerikansk TV-personlighet. Tillsammans med Mario Lopez är hon programledare för America's Best Dance Crew på MTV. 